# 游宁丰
游宁丰（1945年8月—），男，汉族，福建上杭人，中华人民共和国政治人物，曾任广东省人民政府副省长、秘书长，广东省人大常委会副主任。